# Manjhanpur
Manjhanpur est une ville indienne située dans le district de Kaushambi dans l’État de l'Uttar Pradesh. En 2011, sa population était de 14 150 habitants.

## Source de la traduction
- (en) Cet article est partiellement ou en totalité issu de l’article de Wikipédia en anglais intitulé « Manjhanpur » (voir la liste des auteurs).